# François-Marie Raoult
François-Marie Raoult, francoski fizik in kemik, * 10. maj 1830, Fournes-en-Weppes, Nord, † 1. april 1901, Grenoble, Isère.
Raoult je odkritelj po njem imenovanega zakona termodinamike, ki obravnava parne tlake idealnih raztopin.